# Monoclonius crassus
Monoclonius crassus Cope, 1876 è una specie di dinosauro quadrupede ed erbivoro della famiglia dei Ceratopsidi vissuto nel Tardo Cretaceo (più precisamente dal Santoniano al Maastrichtiano) e i cui resti fossili sono stati ritrovati nella zona del fiume Judith, nel Montana (Stati Uniti), in Alberta, in Nuovo Messico e in Messico.
Scuole di pensiero contrastanti hanno dibattuto a lungo sulla reale esistenza di questa specie. Grazie al crescere delle conoscenze paleontologiche ed a più moderne tecnologie i reperti classificati come appartenenti alla specie Monoclonius crassus sono stati infatti, nel tempo, interamente riclassificati come Centrosaurus o altri Ceratopsidi con caratteristiche analoghe.

A tutt'oggi, la comunità scientifica non ha una posizione univoca sull'esistenza della specie.
Ciò nonostante è opinione diffusa che la specie M. crassus sia da considerarsi come una categorizzazione sommaria nata in un periodo storico in cui mancavano i mezzi per fornire classificazioni adeguate e più specifiche. Monoclonius aveva quindi assunto il ruolo di "specie contenitore" per molti esemplari di Ceratopsidi che la scienza di un tempo falliva ad identificare in maniera più approfondita.

## Aspetto ed alimentazione
Il Monoclonius presenta molte caratteristiche fisiche e biologiche analoghe a quelle del più conosciuto Triceratopo.

Si differenzia però da questo per la presenza di un corno posto al centro della corona ossea che ne circonda il cranio e altri due più piccoli posti al di sopra degli occhi.
Lungo all'incirca 6 metri e pesante oltre due tonnellate, i dinosauri del genere Monoclonius si cibavano di piante; in particolare palme e cicladi.
A causa della massa e del peso, l'animale si muoveva probabilmente in maniera lenta e goffa, trascinandosi sui suoi grandi zoccoli ossei.
Aveva un corpo particolarmente voluminoso e una coda corta e spessa, una testa molto grande circondata da un collare osseo ruvido e squamoso che usava per difesa personale e probabilmente per i rituali di accoppiamento (era infatti sensibilmente più grande negli esemplari maschi).
Il muso termina con un grosso becco tozzo ed uncinato privo di denti, simile a quello dei pappagalli; aveva inoltre due file di denti interni all'altezza della mandibola.

## Storia dei ritrovamenti

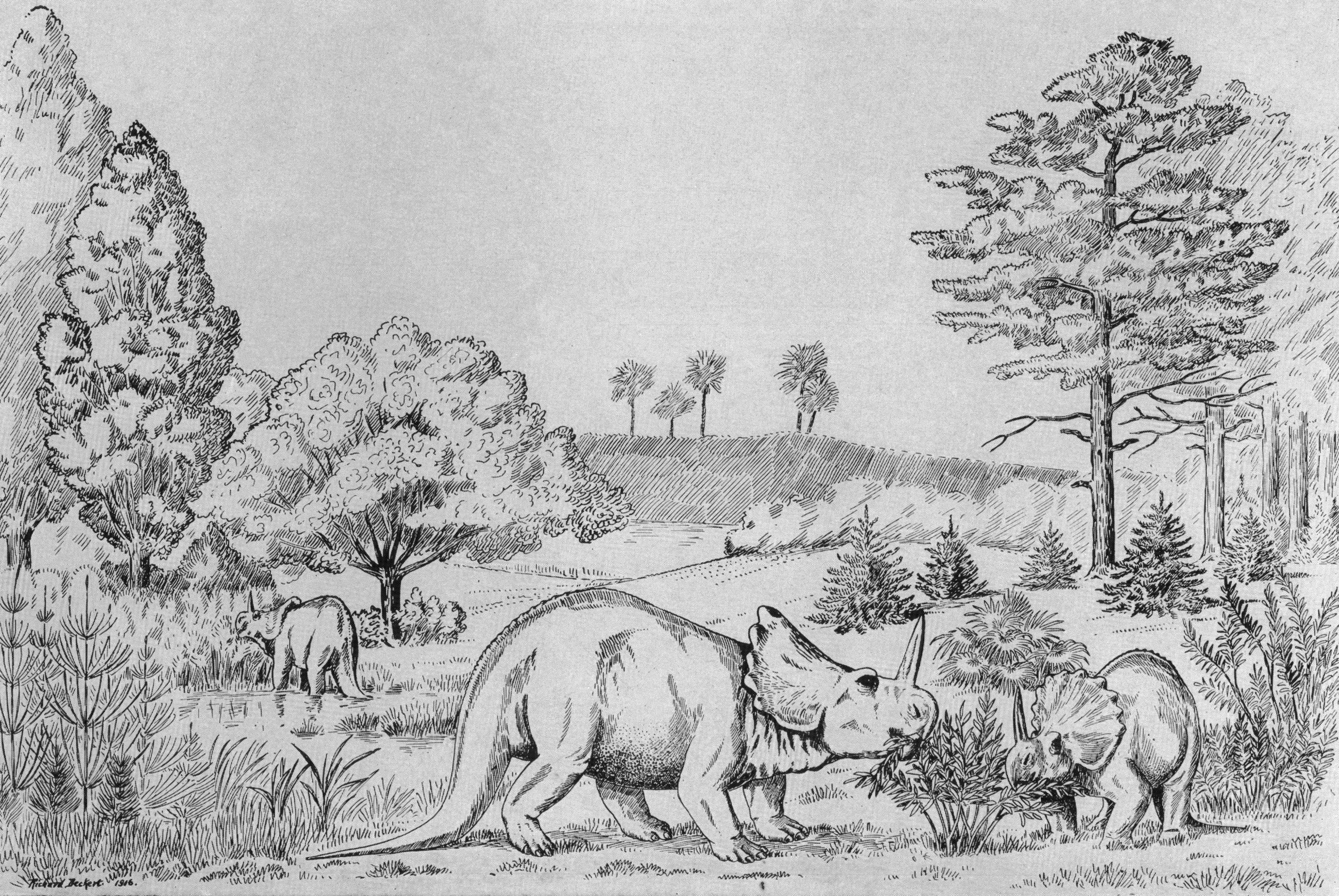
Ricostruzione di Monoclonius

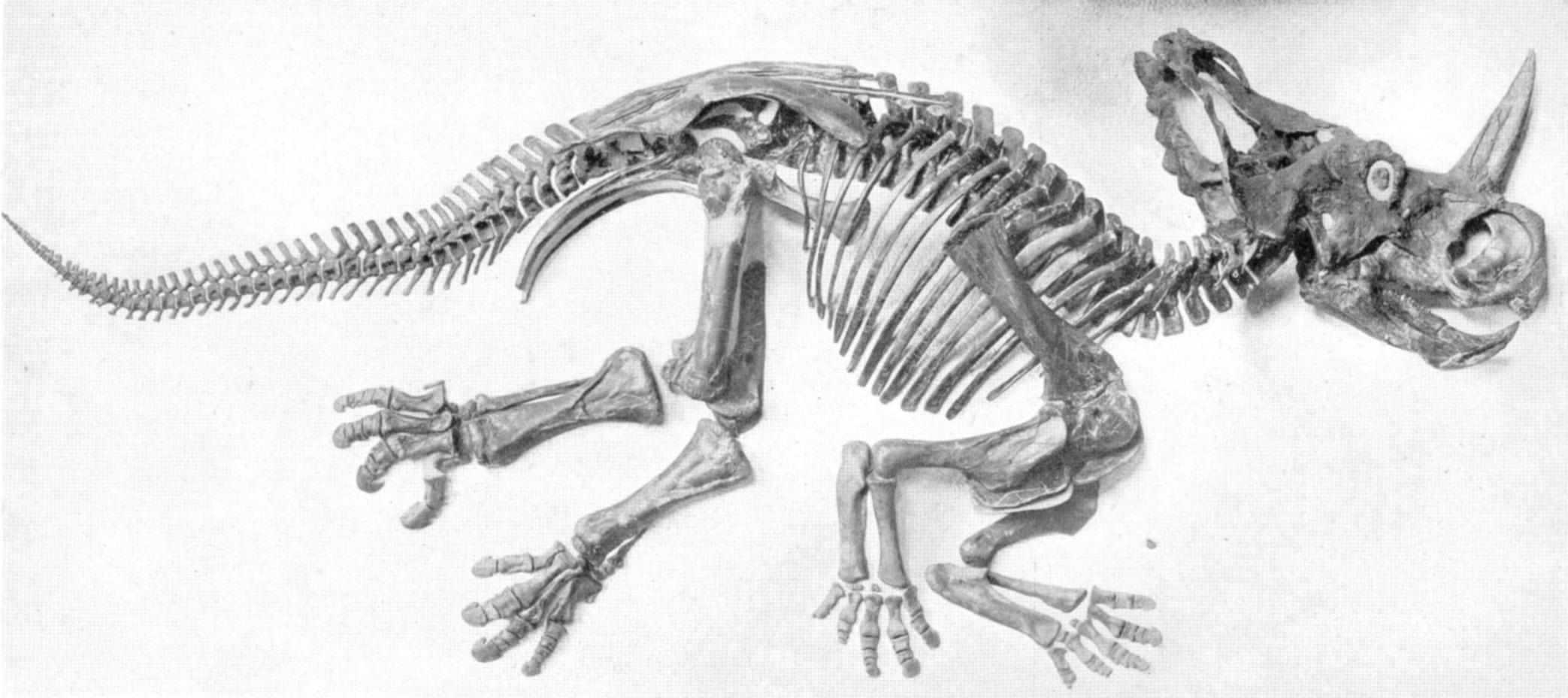
Scheletro di Monoclonius nasicornus oggi riclassificato come Centrosaurus

M. crassus fu la terza specie di ceratopside nominata dal paleontologo Edward Drinker Cope dopo quelle di Agathaumas e di Polyonax.

I suoi primi ritrovamenti risalgono al giugno 1876, situati a meno di due chilometri di distanza dal luogo della Battaglia di Little Bighorn.
Dal momento che all'epoca la famiglia dei Ceratopsidi era ancora sconosciuta, Cope fu inizialmente incerto sulla classificazione da assegnare a buona parte del materiale fossile che trovò.
Fu solo dopo gli studi e le scoperte di O. C. Marsh sui triceratopi nel 1889 che Cope riesaminò i propri campioni concludendo che il Monoclonius, Agathaumas e Triceratops erano tre diversi generi appartenenti alla stessa famiglia: quella dei Ceratopsidi appunto.
Negli anni a venire i metodi di scavo e di raccolta dei fossili di Cope vennero derisi e contestati da John Bell Hatcher.

Hatcher sosteneva che Cope non riuscisse a classificare con precisione i reperti sui siti di scavo, finendo così per identificare erroneamente come specie a sé stanti dei composti fossili formati dai resti di più esemplari appartenenti a diverse specie.
Nel 1904 Lawrence Lambe descrisse come Centrosaurus dei reperti precedentemente considerati appartenenti alla specie M. crassus; in seguito Charles H. Starnberg affermò che Centrosaurus e Monoclonius erano in effetti due specie distinte.
In una sua pubblicazione del 1914 Barnum Brown corresse la definizione di Monoclonius e Centrosaurus scartando la maggior parte delle specie precedentemente classificate da Cope.

Confrontando M. crassus e Centrosaurus, Brown determinò che i campioni di Monoclonius crassus appartenevano ad un esemplare vecchio e i cui resti erano danneggiati dall'erosione, ma comunque appartenenti alla specie del Centrosaurus.
Lawrence Lambe rispose a Brown in una sua pubblicazione ufficiale nella quale rinominò due famiglie di Ceratopsidi chiamate Monoclonius dawsoni e Monoclonius sphenocerus rispettivamente in Brachyceratops e Styracosaurus lasciando fuori Monoclonius crassus da lui considerato come non diagnostico a causa della mancanza del corno frontale.
Questo botta e risposta proseguì negli anni a seguire con continue revisioni.

Nel 1933 Richard Swann Lull nella sua pubblicazione “Revision of Ceratopsia” basandosi sullo studio dei reperti trovati in Alberta (Canada), disse che il termine “Centrosaurus” fosse attribuibile ad un esemplare giovane di Monoclonius forse sufficientemente distinto dagli altri da meritare una sottocatergorizzazione generica.
Nel 1940, Charles M. Sternberg stabilì che alcuni ritrovamenti della zona dell'Alberta appartenessero di fatto a creature della specie di Monoclonius, evidenziando le differenze che portavano alla distinzione tra Monoclonius e Centrosaurus.

Sternberg notò che gli esemplari da lui studiati erano molto più rari di quelli di Centrosaurus e che si trovavano in strati di terreno più profondi, il che avrebbe potuto indicare che i primi fossero predecessori di questi ultimi.
La questione resta comunque tuttora aperta e dibattuta ma è ormai opinione comune tra i paleontologi che sia opportuna la riclassificazione della maggior parte degli esemplari di Monoclonius in Centrosaurus.

## Classificazione

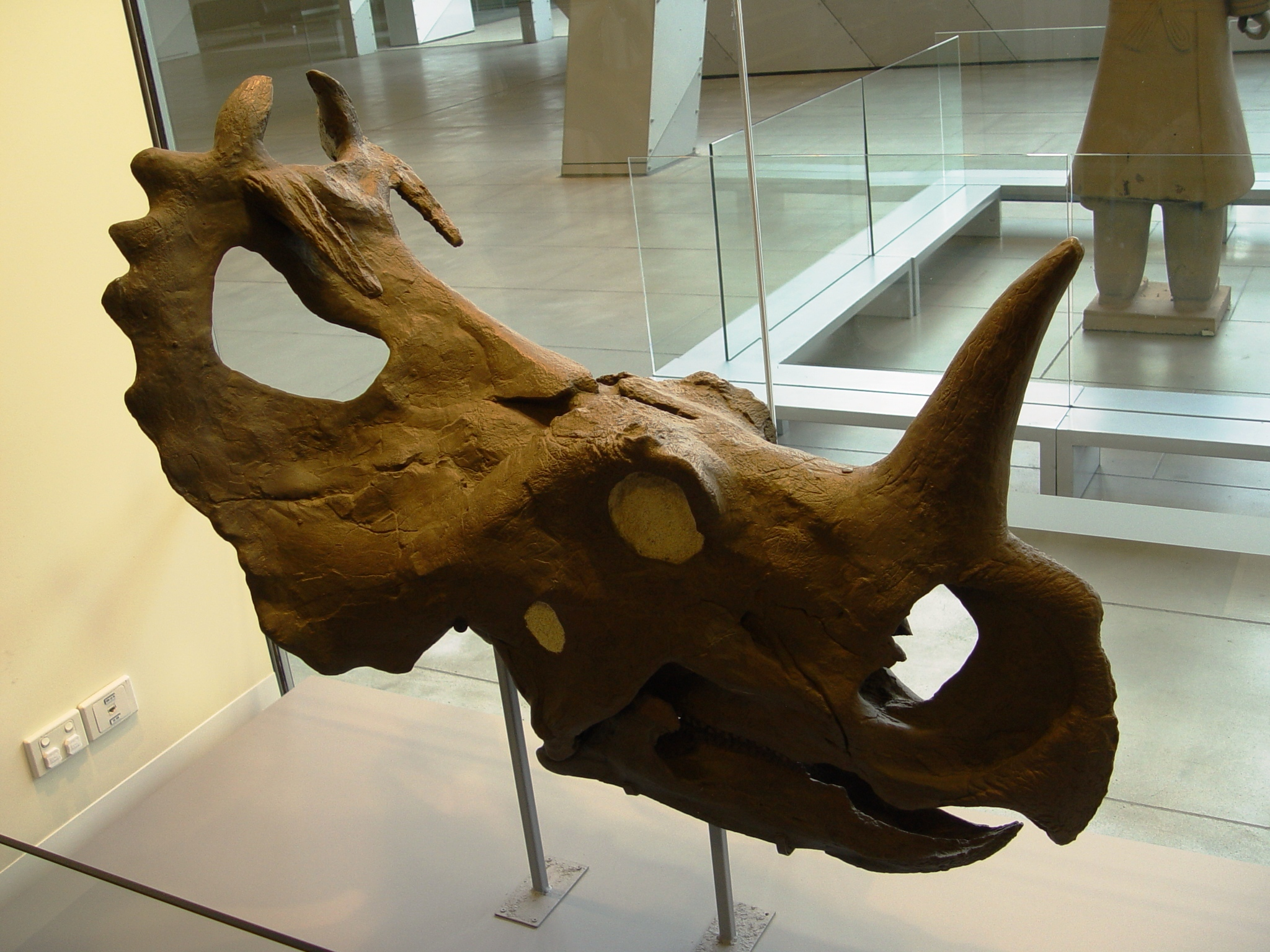
Cranio di esemplare, classificato come Centrosaurus

Buona parte degli esemplari diMonoclonius sono oggi ritenuti essere esemplari giovani o sub-adulti di specie note (principalmenteCentrosaurus), ma è aperta la possibilità che alcuni di essi rappresentino specie valide.
In tal caso, secondo il modello linneiano di classificazione il Monoclonius appartiene all'ordine degli Ornitischia (o Predentata), al sotto-ordine dei Marginocephalia ed appartiene alla famiglia dei Ceratopsidi.

## Etimologia
Contrariamente a quanto il suo aspetto potrebbe suggerire, “Monoclonius” non significa “corno singolo”.

La specie venne infatti nominata prima di sapere che gli esemplari presentavano un caratteristico corno posto nella parte centrale del muso, al di sopra delle cavità nasali, ed era inizialmente considerato un Adrosauro.
Il nome significa “germoglio singolo” e si riferisce alla modalità di crescita dei denti dell'animale.

Si contrappone a Diclonius, un'altra specie della famiglia Ceratopsidae anch'essa nominata da Edward Drinker Cope in una sua pubblicazione: nell'interpretazione di Cope dei fossili di Diclonius sono descritti due apparati dentali usati contestualmente, mentre nei fossili di Monoclonius si notava un solo apparato usato singolarmente al fine della masticazione.